# Fernandocrambus arcus
Fernandocrambus arcus là một loài bướm đêm trong họ Crambidae.